# Monk (serial)

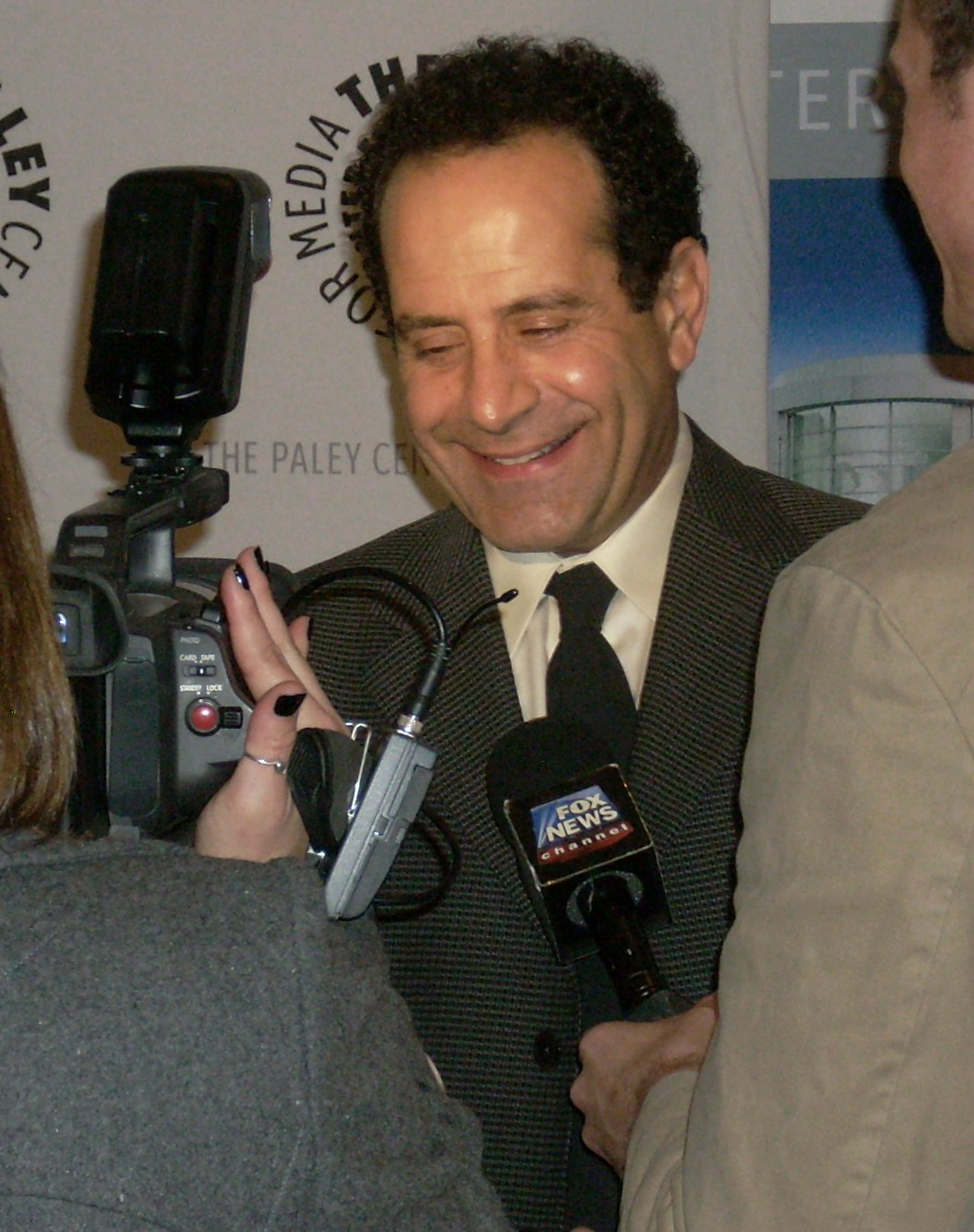
Tony Shalhoub

Monk este un serial american, difuzat de USA Network, între 2002 și 2009. Personajul principal, Adrian Monk (interpretat de Tony Shalhoub) este un fost detectiv genial din San Francisco, dar care se confruntă cu foarte multe fobii obișnuite sau mai puțin obișnuite, acestea producând umorul serialului. În România, postul Pro Cinema a difuzat primele 4 sezoane ale serialului, în prezent difuzând cel de-al cincilea sezon.
Adrian Monk este un fost detectiv nevrotic care suferă de tulburare obsesiv-compulsivă.